# Sjukhovtårnet
Sjukhovtårnet (russisk: Шуховская башня, tr. Sjukhovskaja basjnjai; også kendt som russisk: Шаболовская телевизионная башня, tr. Sjabolovskaja televizionnaja basjnja; dansk: ~ Sjabolovska tvtårn) i Moskva, opkaldt efter dets arkitekt Vladimir Sjukhov. Tårnet blev opført i årene 1920-1922 til radiotransmissioner, men benyttes i dag til tv-transmissioner. Tårnet skiller sig ud ved sin konstruktion i et hyperboloid net af stål.
Ifølge de oprindelige planer skulle tårnet have været 350 meter højt, men trods den lette konstruktion, blev der kun råd til at bruge stål til de 160 meter, hvilket så giver en samlet vægt på 220 tons.

## Fotogalleri
- Sjukhovtårnet
- Sjukhovtårnet
- Sjukhovtårnet set indefra
- Sjukhovtårnet set fra den øverste platform